# Joseph Anton Sickinger
Joseph Anton Sickinger (* 21. September 1858 in Harpolingen; † 3. August 1930 in Oberstdorf), Gymnasiallehrer, schuf um 1900 als Stadtschulrat und Schulreformer zusammen mit dem Arzt und Pädagogen Julius Moses das Mannheimer Schulsystem. Dies war der Vorläufer des dreigliedrigen Schulwesens in Deutschland.

## Leben
Joseph Anton Sickinger war Sohn eines Lehrers und besuchte Schweizer Schulen. Später beschäftigte er sich intensiv mit den Ideen Pestalozzis. Er studierte Klassische Philologie an der Universität Heidelberg und schloss mit der Promotion ab. Nach seinem Staatsexamen wurde Sickinger zuerst Lehrer an einem Karlsruher Gymnasium, danach in Bruchsal. 1895 besetzte Mannheims Oberbürgermeister Otto Beck mit dem damals 37-Jährigen die Leitung des städtischen Volksschulrektorats. 80 Prozent aller schulpflichtigen Kinder besuchten damals die Volksschule, doch lediglich ein Drittel der Jungen und ein Fünftel der Mädchen erreichten die (achte) Abschlussklasse.
Zu seinen Zielen gehörte, Schüler nach ihren jeweiligen Fähigkeiten zu fördern. Dies wollte er durch Differenzierung bewirken. Die begabten Volksschüler wurden auf Haupt- und Normalklassen aufgeteilt. Die weniger begabten Schüler kamen in Förderklassen, die Leistungsschwachen in Hilfsklassen. 1901 wurde die erste Hilfsschule dafür eröffnet. Damit legte Sickinger den Grundstein des vielgliedrigen Schulsystems. Überschaubare Klassengröße, die er verordnete, hieß damals in den Sonderklassen etwa 35 Schüler statt 60 bis 70 in den Regelklassen. Für die Klassenstufen 6 bis 8 wurde Sprachunterricht angeboten, um den späteren Wechsel auf eine höhere Schule zu ermöglichen. Er schaffte über die Förderklassen den Übergang in die „Realanstalten“. Es gab Schwerhörigenklassen und Schulkindergärten für die schulpflichtigen, aber noch nicht schulfähigen Kinder. Er führte 1908 den verbindlichen Spielnachmittag für die Volksschüler ein, förderte Schulsportfeste und ließ in den Schulen Duschen einbauen. Er verordnete Schwimmunterricht im städtischen Hallenbad, führte den Schulwandertag, Handarbeits- und Werkunterricht, Schülerkonzerte und Schultheateraufführungen, Schülerbüchereien und Schulgärten ein.
Das Mannheimer Schulsystem fand in Fachkreisen sehr starkes Interesse, nachdem Sickinger es 1904 erstmals auf einem internationalen Schulkongress in Nürnberg vorgestellt hatte. In der Folgezeit wurde es von den Ländern Hessen und Sachsen sowie von über 150 deutschen und österreichischen Städten, ja weltweit an vielen Orten wie Zürich, Wien, Kopenhagen, Moskau und Cincinnati übernommen.
Entscheidenden Einfluss in Deutschland gewann Sickinger auf die Reichsschulkonferenz (1920), in deren Ausschuß für Schulaufbau er mitwirkte. Dort setzte er sich für die einheitliche Grundschule ein. Zusätzlich setzte Sickinger in Mannheim 1904 erstmals einen Schularzt und 1922 mit Hans Lämmermann den deutschlandweit ersten Schulpsychologen ein, der die Schulreform unterstützen sollte. 1923 wurde er pensioniert. 1935 wurde das Mannheimer Schulsystem von den Nationalsozialisten verboten.

## Sonstiges
Der Journalist Karl Seyfried, ein Schüler Sickingers, erzählt in einem Artikel von 1958: „Der Herr Stadtschulrat mit seinem locker zurückgekämmten Haupthaar, dem mäßig langen gepflegten Vollbart und dem etwas finsteren Blick war bei Lehrern und Schülern eine gefürchtete Persönlichkeit. Trotzdem war er überall sehr geachtet und beliebt.“

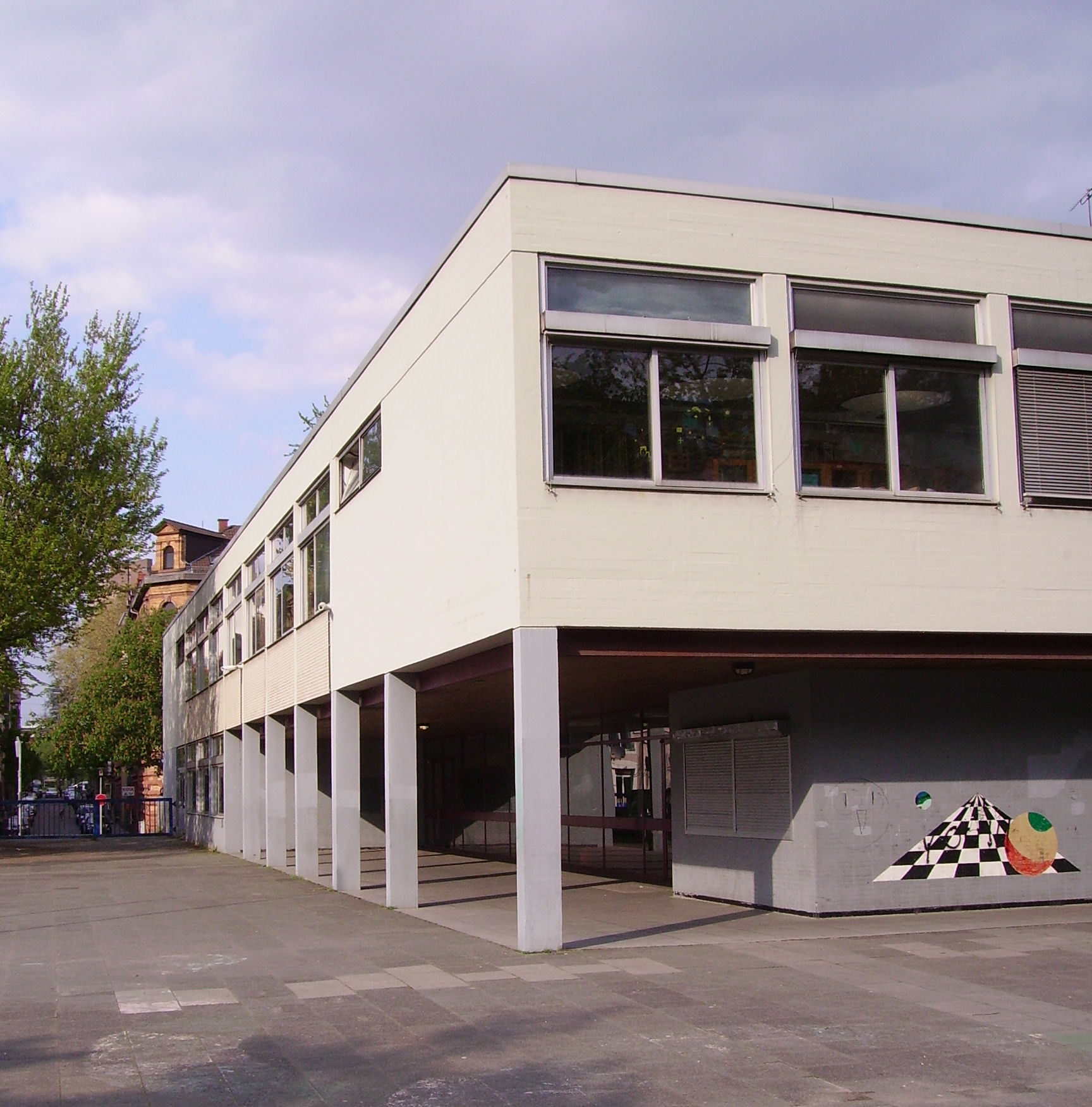
Die ehemalige Sickingerschule in Mannheim

1915 stellte er sich auf der Unteroffiziersschule in Ettlingen Landsturmleuten mit den Worten vor: „Ich heiße Sickinger. In Friedenszeiten werde ich mit 20.000 Mannheimer Schulkindern fertig, mit euch Kerlen werde ich auch noch fertig werden!“
- Die 2011 aufgelöste Sickingerschule,[1] Hauptschule in T4, 5 in der Innenstadt Mannheims, war nach ihm benannt.
- Bad Säckingen hat eine Josef-Anton-Sickinger-Grundschule.
- Im Jahr 1930 wurde in Wien-Donaustadt (22. Bezirk) die Josef-Sickinger-Gasse nach ihm benannt.

## Schriften
- Beitrag zum Verständnis der Xenophontischen Anabasis und der altgriechischen Elementartaktik.Bruchsal 1893 (Digitalisat)
- Preußisches oder Badisches Schulturnen. Karlsruhe 1903.
- (mit A. Sickinger): Das Sonderklassensystem der Mannheimer Volksschule. In: Bericht über den I. Internationalen Kongress für Schulhygiene, Nürnberg, 4.–9. April 1904. Schrag, Nürnberg 1904, S. 192ff.
- Arbeitsunterricht, Einheitsschule, Mannheimer Schulsystem im Lichte der Reichsverfassung. Quelle & Meyer, Leipzig 1920.
- Fünfzig Jahre Badische Simultanschule. Rede bei Jubiläum. Konkordia A.-G., Bühl (Baden) 1926.
- Zur Geschichte der Förderklassen (25 Jahre Mannheimer Schulsystem). Beltz, Langensalza 1926.